# A21 (Zwitserland)
De A21 in Zwitserland, ook wel Contournement de Martigny genoemd, is een toevoersnelweg naar de A9, in het kanton Wallis, en is onderdeel van de E27. De weg maakt deel uit van de Nationalstrasse 21 (N21).
De snelweg dient om het stadje Martigny te ontlasten van verkeer. De weg geeft aansluiting via de H21 met de Grote Sint-Bernhardtunnel (T2). Bij Martigny geeft de weg ook aansluiting op de bergpas naar het Franse Chamonix-Mont-Blanc.
De A21 staat op de borden uitsluitend vermeld als E27. In het verleden stond het nummer A21 dan ook niet voor Autobahn, maar voor Alpenstrasse. Sinds de overdracht van de A21 en H21 van het kanton naar de federale overheid, staat het nummer A21 net als alle andere Zwitserse autosnelwegen voor Autobahn of Autostrasse.
Het traject tussen Échangeur Gd. St. Bernard en Martigny-Expos is een autosnelweg. Voor dit traject is een tolvignet verplicht. Het traject tussen Martigny-Expos en Martigny-Croix is een autoweg, en is tolvrij.